# Exbud
Exbud Skanska – przedsiębiorstwo budowlane, powstałe w 1977 r. jako Przedsiębiorstwo Eksportu Budownictwa i Usług Technicznych w Kielcach. Sprywatyzowane i przekształcone w spółkę Exbud 28 września 1990 r. Wprowadzona na Giełdę Papierów Wartościowych w Warszawie jako jedna z 5 pierwszych spółek. Notowana na giełdzie do 25 lipca 2002 r. Od roku 2000 należy do Grupy Skanska.
Przedmiotem działalności przedsiębiorstwa jest projektowanie, wykonawstwo, dostawa i montaż konstrukcji stalowych obiektów budowlanych oraz wykonawstwo i montażu m.in. części maszyn, części dla przemysłu samochodowego, zbiorników ciśnieniowych, wysięgników dźwigowych, trezorów, prefabrykatów budowlanych.

## Siedziba
Siedziba przedsiębiorstwa mieści się w kompleksie Kieleckie Centrum Biznesu, zlokalizowanego przy al. Solidarności 34 w Kielcach. Kompleks składa się z 12-piętrowego budynku biurowego, trzygwiazdkowego Hotelu Kongresowego oraz Sali Kongresowej. Powstał w latach 1987–1991. Obecnym właścicielem obiektu jest City Core S.A.